# Johanna Herzfeldt
Johanna Herzfeldt (* 1886; † 1977) war eine deutsche Sinologin und übersetzte für Verlage in der DDR zahlreiche wichtige Werke der chinesischen Literatur ins Deutsche.

## Werke

### Übersetzungen aus dem Chinesischen
- Nai-an Schi [施耐庵]: Die Räuber vom Liangschan. Insel-Verlag, Leipzig 1968.
- Das chinesische Dekameron [Jin-gu qi guan 今古奇觀]. Greifenverlag, Rudolstadt 1957. Neuauflage: Edition Büchergilde, Frankfurt/Main 2008, ISBN 978-3-940111-46-3 / ISBN 978-3-7632-5909-0 / ISBN 978-3-7632-5910-6.
- Probleme der Sexualerziehung im neuen China. Greifenverlag, Rudolstadt 1958.
- Das Neujahrsopfer. Erzählungen aus China. Reclam, Leipzig 1959.
- Wu Yunduo [吴運鐸] (als Wu Jün-do): Waffen für die Vierte [Ba yiqie xiangei dang 把一切獻給黨]. Deutscher Militärverlag, Berlin 1961.
- Mao Dun: Die kleine Hexe. Erzählungen. Reclam, Leipzig 1959.
- Ba Jin (als Ba Djin): Das Haus des Mandarins [Jia 家]. Greifenverlag, Rudolstadt 1959.
- Mao Dun: Shanghai im Zwielicht [Ziye 子夜]. Volk und Welt, Berlin 1966 (gemeinsam mit anderen Übersetzern).
- Lu Xun (als Lu Ssün): Morgenblüten – abends gepflückt. Eine Auswahl aus seinem Werk. Rütten & Loening, Berlin 1958.
- Der Einsiedler vom Huidjigebirge und andere chinesische Erzählungen. Henschelverlag, Berlin 1962.
- Wu Cheng’en (als Wu Tschöng-ön): Die Pilgerfahrt nach dem Westen [Xi you ji 西遊記]. Greifenverlag, Rudolstadt 1962; Neuauflage: 岳麓书社, Changsha 2010, ISBN 978-7-80761-296-4.
- Lu Xun (als Lu Ssün): Die Flucht auf den Mond. Alte Geschichten – neu erzählt [Gushi xinbian ]. Rütten & Loening, Berlin 1960.

### Andere Werke
- Korea erzählt: Ein Einblick in die koreanische Literatur. Volk und Wissen, 1954 (ausgewählt und zusammengestellt von Johanna Herzfeldt. Auflage: 35.000 Exemplare).